# Cláudia Chabalgoity
Cláudia Chabalgoity (Brasilia, 13 marzo 1971) è un'ex tennista brasiliana.

## Biografia
Professionista per pochi anni (1989-1994), si è issata fino alla posizione numero 121 del ranking WTA in singolare e alla 102 di quello in doppio.
In carriera non ha vinto nessun torneo WTA ma è riuscita comunque ad aggiudicarsi due titoli ITF.
In Federation Cup ha disputato 6 incontri con la squadra brasiliana, tutti nel biennio 1990-91.
Ha preso parte alle Olimpiadi estive del 1992 come doppista insieme ad Andrea Vieira, fermandosi al secondo turno dopo aver sconfitto le più quotate svedesi Catarina Lindqvist e Maria Lindström.
Nel 2018, ritiratasi già da molti anni, ha aperto a Brasilia un'accademia di tennis riservata alle persone disabili.